# Musique en tête
Pour plus de détails, voir Fiche technique et Distribution.
Musique en tête est un film français réalisé par Georges Combret et Claude Orval, sorti en 1951.

## Fiche technique
- Titre : Musique en tête
- Réalisateur :Georges Combret et Claude Orval
- Scénario  : Claude Boissol et Louis d'Yvré
- Photographie : Pierre Petit
- Montage :  Germaine Fouquet
- Musique : Hubert Giraud
- Décors : Robert Dumesnil
- Son : Julien Coutellier
- Société de production :  Radius Productions
- Producteur : Georges Combret
- Pays de production  :  France
- Format : Noir et blanc - 1,37:1 - 35 mm - Son mono
- Genre : Comédie musicale
- Durée : 96 minutes (1 h 36)
- Date de sortie : 
  - France : 1er novembre 1951

## Distribution
- Jacques Hélian et son orchestre : eux-mêmes
- Rudy Hirigoyen : Mario Stelli
- Christiane Lénier : Violette
- Jimmy Gaillard : Bob
- Irène de Trébert : Monique
- André Gabriello : l'oncle de Monique
- Georges Bever : le jardinier
- Pierre Brun :
- Colette Deréal : Gisèle
- Dominique :
- Fransined : l'imprésario
- Ginette Garcin :
- Jean Marco :
- Marie-France : la petite fille
- André Martin :
- Maryse Martin : la paysanne
- Maximilienne : la directrice du personnel
- Patoum :
- Ernie Royal :
- Les Trois Hélianes : elles-mêmes